# Insegotte
Insegotte (en wallon : Inzègottes) est un hameau de la commune belge de Hamoir en province de Liège. 
Avant la fusion des communes, le hameau faisait partie de la commune de Filot.

## Situation
Insegotte se situe à l'est de Filot à la limite de l'Ardenne et de la région calcaire de la Calestienne. Il est traversé par le ruisseau d'Insegotte qui, venant du hameau des Rixhalles (Xhoris), forme un étang appelé en wallon li neûr vêvi (le vivier noir) avant de s'engouffrer une centaine de mètres plus loin sous terre dans le chantoire d'Insegotte.

## Description
Ce hameau se compose d'un château, de fermes et de quelques habitations.
Le château d'Insegotte est une bâtisse remarquable et originale. Il se compose de deux bâtiments principaux. Si les rez-de-chaussée sont bâtis en moellons de grès brun du Condroz voisin, les étages sont formés de pignons et tourelles décorés d'une multitude de colombages. Ce qui donne à la construction un air de manoir normand. Le roi Léopold II y séjourna.
En face du château, se trouvent la ferme et l'ancien moulin banal des Gottes ou d'Insegotte dont l'origine remonte avant 1597. Les divers bâtiments actuels construits principalement en grès ferrugineux (de couleur brune) datent du XVIIe siècle au XIXe siècle. Il s'agissait d'un ancien moulin à eau conçu pour la fabrication de farine.